# Indoeuropæisk urhjem
Stedet for de indoeuropæiske sprogs urhjemstavn, har været genstand for diskussion siden sprogfamilien blev opdaget.
Eftersom urindoeuropæisk er en sprogvidenskabelig abstraktion, kan det ikke uden videre identificeres med én særlig forhistorisk arkæologisk kultur, selv om der har været og stadig bliver gjort talrige forsøg herpå.
Forslagene til, hvor det indoeuropæiske urhjem skulle placeres har været mange og indbyrdes modstridende. En del af forslagene er nationalistisk motiverede som f.eks. Nordeuropa eller Indien. De fleste vil dog foretrække et forslag, der ligger i midten af det store område, hvor der tales eller blev talt indoeuropæiske sprog, og her er der to forslag, der har vundet større tilslutning end andre, nemlig stepperne nord for Sortehavet og Det kaspiske Hav og Lilleasien.

## Det nordlige sortehavsområde
Det traditionelle synspunkt er, at urindoeuropæisk blev talt af et folk, der boede i det nuværende Ukraine og Sydrusland. Som en følge af deres tæmning af hesten havde dette folk en fordel, der førte til, at de i løbet af forholdsvis kort tid ekspanderede fra deres kerneområde ud over Europa og Sydasien. De sættes i forbindelse med den såkaldte kurgankultur (russisk kurgán 'gravhøj'), idet skikken med at rejse gravhøje – ifølge teorien – spreder sig fra øst mod vest i flere successive bølger. Disse kurganfolk skal desuden have været mere krigeriske (og patriarkalske), hvorfor de hurtigt fik overtaget i forhold til de mere fredelige (og matriarkalske) agerdyrkere i de lande, de erobrede. Denne teori blev oprindeligt fremsat af den litauiske arkæolog Marija Gimbutas, der indentificerede proto-indoeuropæerne med Yamna-kulturen.[kilde mangler] James P. Mallory støtter teorien om et urhjem på de eurasiske stepper, men er mindre ideologisk end Gimbutas.[kilde mangler]
Nye fund underbygger, at udviklingen af den hestetrukne stridsvogn faktisk fandt sted på stepperne nord for Det kaspiske Hav, og meget taler for, at disse folk talte indoeuropæisk. Det var dog næppe urindoeuropæere, men snarere tidlige indoiranere, der i den efterfølgende periode trængte ned i Pakistan (det gamle Indien) og Iran. At det skulle være den samme teknologiske landvinding, der bragte de vestlige indoeuropæere til deres respektive områder , er derimod mere omstridt.

## Lilleasien
En anden teori, der dog er mere populær blandt arkæologer end blandt sprogvidenskabsfolk, er, at urindoeuropæisk blev talt af folk, der boede på den Anatolske Højslette i det 7. og 6. årtusinde f.Kr. Her lærte de kunsten at drive agerbrug, som førte til en relativ fredsommelig udvidelse af deres sprog og kultur mod øst, vest og nord. Syd for dem boede der allerede andre agerbrugende, hovedsagelig semitiske, folk. Denne teori blev lanceret af Colin Renfrew. Thomas Gamkrelidze og Vjačeslav Ivanov  forsvarer et urhjem i Armenien ud fra sprogvidenskabelige argumenter, især det urindoeuropæiske sprogs typologi, men deres rekonstruktioner er omstridte.
Renfrews vigtigste argument er, at et sprogskifte kræver en voldsom kulturel begivenhed, og fra istidens ophør til nutiden har der ikke været nogen større begivenhed end den neolitiske revolution. Det er derfor kun naturligt, at landbrugerne, der hurtigt blev betydeligt talrigere end jægerne, hvor end de slog sig ned, også kom til at sætte den sproglige dagsorden.[kilde mangler]
En vigtig anke imod Renfrews teori er, at de de sprog, der blev talt øst og vest for det hypotetiske urhjem, ligner hinanden mere end de sprog, der blev talt i centrum. Græsk og indisk er meget mere tættere på hinanden, end de er på hittitisk, der efter mange forskeres mening er spaltet tidligere ud fra ursproget end de andre indoeuropæiske sprog. Hvis man antager et fælles urhjem i Lilleasien, må man med andre ord acceptere, at indoiranerne ikke er vandret direkte østover, men har taget turen venstre om Sortehavet.[kilde mangler]

## Syntese
Det er muligt at forene sortehavshypotesen med den lilleasiatiske hypotese, hvis man antager, at de folk, der udbredte landbruget, talte en form for indoeuropæisk, men at der senere var en sproglig påvirkning østfra fra de indoeuropæisktalende agerdyrkere, der havde bosat sig nord for Sortehavet og Det kaspiske Hav, og som der havde domesticeret hesten . Den østfrakommende indoeuropæisering var derfor ikke så meget en invasion, selv om der nok har været et vist flow af personer fra øst mod vest. Men der er nok så meget tale om en sproglig konvergens mellem de "gamle" indoeuropæere og de "nye" indoeuropæere.
Nyere forskning i DNA hos mennesker, der blev begravet for flere årtusinder siden, synes nu at bekræfte denne teori om to udbredelsesbølger: Først én, der bragte den neolitiske revolution til Europa i en bevægelse fra sydøst mod nordvest. Og dernæst én, som indførte brugen af heste i en bevægelse fra øst mod vest og senere fra sydvest mod nord.